# Ухвати ме ако можеш
Ухвати ме ако можеш (енгл. Catch Me if You Can) је амерички филм из 2002. године који је режирао Стивен Спилберг, а у главним улогама су: Леонардо Дикаприо, Том Хенкс и Кристофер Вокен. Темељен је на књизи Френка Абагнејла млађег и Стена Рединга.
Иако у филму стоји да је инспирисан стварном животном причом о Абагнејлу, он ипак не прати праве догађаје који су описани у књизи о Абагнејловим преварама.
Филм су повољно оценили и критика и публика. Композитор Џон Вилијамс је био номинован за Оскар за најбољу оригиналну музику, а Кристофер Вокен за најбољег споредног глумца.

## Радња
Филм почиње 1969, с агентом ФБИ-ја Карлом Ханратијем (Том Хенкс), како стиже у француски затвор да би се састао с болесним Френком Абагнејлом Млађим (Леонардо Дикаприо), који покушава да побегне из затвора. Прича се враћа шест година назад. Френков отац, Френк Абагнејл старији (Кристофер Вокен), превари жену која му даје одело за Френка млађег, који касније глуми возача за оца у покушају преваре да добију конто у банци. Пошто је конто одбијен (због низа пореских малверзација које је починио Френк старији), породица је присиљена да се пресели из своје луксузне куће у мали стан, док се тензије у породици појачавају.
Френк убрзо схвата да му мајка вара оца с агентом у банци. Френк млађи се, осећајући да неће моћи да се уклопи у нову школу, представи као нови наставник француског. Однос између оца и мајке се све више погоршава, а Френкова мајка подноси захтев за развод и каже сину да се одлучи с ким жели да живи. Френк побегне из куће, користећи се чековима које му је дао отац. Након што је остао без новца, почиње да се служи преварама на поверење. Преваре се с временом све мање исплате па Френк почиње да се представља као пилот. Фалсификује платне чекове Пан Ама и успева да украде више од 2,8 милиона долара.
У међувремену Карл Ханрати, агент ФБИ-ја, почиње да прати Френка иако његови надређени не обраћају пуно пажњу на случај, јер нико од њих преваре у банкама не узима за озбиљно. Сретне Френка у хотелу, Карл на своје изненађење открива да је он још у хотелу и потрчи у његову собу да би га ухватио. Не знајући ко је уопште Карл, Френк му каже да је он агент Бери Ален из тајне службе САД, додавши како је управо ухватио починиоца. Френк одлази, а Карл тек након тога схвата да је преварен.
Касније на Божић, Карл и даље ради, сам по ноћи. Назива га Френк и извини му се што га је преварио. Карл му каже да то не може тако и, на Френков ужас, схвата разлог позива. Френк нема с ким да разговара. Френк спушта слушалицу, а Карл наставља са истрагом, откривши да је име „Бери Ален“ из стрипова о Флешу то да је Френк заправо малолетник.
Френк у међувремену не само да је заменио идентитет и да се сада представља као лекар у Џорџији, него се упушта у везу са медицинском сестром, Брендом Стронгом (Ејми Адамс), јужњачком лепотицом која у болници ради као сестра. Он се у њу заљуби и они отпутују код њених родитеља у Луизијани. Рекавши им како има диплому из права, Френк се након полагања правосудног испита (вероватно варањем) придружује њеном оцу Роџером Стронгу (Мартин Шин) као јавни тужилац.
Пошто га је пронашао, Ханрати стиже на њихову веридбу да би их ухватио, а Френк признаје Бренди истину и упита њу да ли жели да побегне с њим. Иако шокирана, она пристаје и планира како ће се наћи на аеродрому. Међутим, након што је стигла, он угледа очајну Бренду који надзиру агенти ФБИ-ја, који су окружили подручје. Схвативши како га Карл прогони, Френк летом бежи у Европу.
Шест месеци касније, Карл бесно каже свом шефу да је Френк фалсификовао чекове широм источне обале. Рекавши да је Френк изван контроле, затражи допуштење да га следи у Европу. Пошто шеф одбије да му да допуштење, Карл односи Френкове чекове професионалцима који му кажу да су чекови фалсификовани у Француској. Сетивши се из разговора с Полом, Френковом мајком, да је рођена у Француској, Карл одлази у њено родно место Монтричард (фр. Montrichard). Проналази Френка и каже му да ће га француска полиција убити ако се не преда мирно. Френк исправа посумња да се овај шали, али Карл му се закуне да га никад не би лагао. Френк сам себи ставља лисице и Карл га изводи напоље где, видевши како тамо уопште нема полиције, честита Карлу на способности да га превари. Међутим, након тога стиже француска полиција и одводи га у затвор.
У авиону у којем се Френк враћа у САД, Карл му каже да му је умро отац. Френк успева да побегне и враћа се у свој стари дом, где проналази мајку с другим мужем с малом девојчицом за коју схвата да му је полусестра. Френк одустаје и бива осуђен на затворску казну, док му с времена на време у посету долази Карл. Током једне посете, Френк с лакоћом открива идентитет фалсификатора чекова који Карл носи као доказ. Импресиониран, Карл сређује да Френк одслужи остатак казне радећи за ФБИ за фалсификовање чекова под Карловим надзором, што Френк прихвата. Иако је изашао из затвора, прикован је за канцеларијски сто. Френку недостаје свој стари живот и чак поново покушава да одглуми пилота. Карл га проналази и инсистира на томе да ће се Френк вратити на крају дана, будући да га нико не прогони.
У понедељак, Карл је нервозан јер се Френк није појавио на послу. Забринут је да је побегао и уништио животе обојици. Френк се убрзо појављује и упита Карла за следећи случај. Карл га упита како је варао на правосудном испиту у Луизијани, на шта Френк одговара да није - учио је сам два дана и заиста положио испит. Запањен, Карл га упита „Је ли то истина, Френк?", на шта се Френк само осмехне. Карл узвраћа осмех и двојица настављају да истражују следећи случај.

## Улоге
| Глумац            | Улога                |
| ----------------- | -------------------- |
| Леонардо Дикаприо | Френк Абагнејл млађи |
| Том Хенкс         | Карл Ханрати         |
| Кристофер Вокен   | Френк Абагнејл       |
| Џенифер Гарнер    | Шерил Ен             |
| Мартин Шин        | Роџер Стронг         |
| Натали Беј        | Пола Абагнејл        |
| Ејми Адамс        | Бренда Стронг        |
| Џејмс Бролин      | Џек Барнс            |
| Брајан Хау        | Ерл Амдарски         |

## Зарада
- Зарада у САД - 164.615.351 $
- Зарада у иностранству - 186.497.044 $
- Зарада у свету - 351.112.395 $

## Поређење с књигом
Кад се упореди са стварним догађајима описанима у Абагнеловој књизи Ухвати ме ако можеш, може се закључити да је филм само „деломично темељен“ на стварним догађајима. Сама књига је „деломично темељена“ на стварним догађајима због драмских ефеката. Сам Абагнејл је похвалио филм рекавши да је 80% тачан нагласивши (како му је саветовао Спилберг) како би било немогуће ставити пет година нечијег живота у филм без избацивања или измене детаља. Тако су многи детаљи из књиге у филму били уклоњени.
Абагнејл је рекао како се слика његовог оца у филму доста разликује од стварног Френка старијег, којег Абагнејл описује као „искреног као што је дан дуг“.
У филму, Абагнејл својевољно напушта болницу где је глумио лекара. У стварном животу се бојао отићи након што је умало допустио да дете умре од губитка кисеоника (Абагнејл није знао шта је сестра мислила кад је рекла да је „дете поплавило").
У књизи, Абагнејл, који се представља као лекар, се упушта у везу са медицинском сестром која је доста старија од њега. У филму, девојка коју заводи је млада, то можда и волонтерка, а не сестра. У филму, он признаје све девојци и упита је хоће ли побећи с њим, али схвата да су дошли и агенти ФБИ-ја. У књизи га пријављује девојка стјуардеса, а њега је умало ухватила полиција након што јој је све признао.
Једна од његових превара описаних у филму, фалсификовање чекова у Француској, показује Абагнејла како сам штампа чекове. Заправо му је чекове штампао отац једне од његових девојака. Отац, који је поседовао штампарију, није знао како да штампа кривотворене документе. Абагнејл му је дао (прави) примерак платног чека Пан Ама који је послужио као оригинални примерак. 10,000 чекова, колико је овај одштампао, било је много више него што је Абагнејлу било потребно.
Филм драматизује и Абагнејлово заробљавање у родном граду његове мајке, Монтричарду у Француској. Овде су Абагнејла ухватила два наоружана и униформисана полицајца у трговини у Монпељеу.
Почетак филма приказује Френка на крају његове шестомесечне казне коју је одслужио под драконским условима у Француској с дугом косом и лошим здрављем, одакле бива директно пребачен у САД. Он је заправо депортован у Шведску како би одслужио шестомесечну казну у много хуманијим условима и тако избегао да га пошаљу у Италију где би се суочио са затварањем у условима пуно сличнијима онима које је искусио у Француској пре него што је послат у Сједињене Државе.
На лету за САД, лик Тома Хенкса, Карл Ханрати, открива Френку како му је отац умро пре скоро две године, након чега Френк побегне из авиона. У стварности је Френков отац био жив, али је умро убрзо након његовог пуштања на слободу, док Френку није било допуштено да присуствује спроводу јер је постојала опасност од новог бекства.
Филм приказује Френка како с аеродрома одлази у мајчину кућу где сазнаје да се она преудала те да има једну кћерку. У стварном животу, његова сестра је била две године млађа од њега, то да је такође била кћерка Френка Абагнејла старијег. Прави Абагнејл, након што је побегао из авиона, је отишао за Монтреал и покушао се укрцати на лет за Јужну Америку, али је био ухваћен.
У филму, Абагнејлу постаје досадна свакодневна радна рутина након пуштања из затвора па се упушта у нову превару. У књизи за то нема доказа (књига завршава с тиме да Абагнејл избегава ухваћен од стране ФБИ-ја након што је депортован из Шведске у САД). Међутим, Абагнејл је побегао из авиона којим се вратио у САД и првог затвора у којем је тамо боравио.
О вези између Абагнејла и агента ФБИ-ја, која постаје саставни део филма, у књизи нема речи. У књизи се спомиње агент задужен за овај случај - Шон Орили, Карл Ханрати у филму, Џон Ши у правом животу - али није било контакта између двојице пре Абагнејловог повратка у САД. Телефонски позив на Божић који се описује у филму се заправо никад није догодио.
Иако филм избегава или ублажава сексуалне аспекте Абагнејлове мотивације (чак нуди неколико комплекснијих или едиповских разлога), Абагнејл у књизи признаје да је већина његових раних превара била мотивисана жељом да буде (и у кревету) са женама. Бројни љубавни односи се у филму готово не приказују. Иако Абагнејл у књизи губи невиност с 15 година, филм сугерише да је био неискусан са женама све док се није представио као пилот Пан Ама.

## Занимљивости
- Сами Френк В. Абагнејл у филму се појављује у улози као француски полицајац, што се открило на попису глумаца на одјавној листи. Абагнејл је 1980. продао филмска прва за своју књигу.
- Филм је требало да режира Гор Вербински, уз Спилбергову продукцију, али је био присиљен напустити пројекат у задњи час како би могао снимати филм Пирати са Кариба.
- Филм је снимљен у само 56 дана почетком 2002. на више од 140 локација широм САД.
- Ово је један од ретких филмова у каријери Тома Хенкса где није добио најбитнију улогу.
- Филм је био приказан у епизоди Симпсонових, "Catch 'Em If You Can".
- Иако се на крају филма истиче како су Карл Хонрати и Френк Абагнејл остали „пријатељи до данас“, у стварности, човек на којем је лик Ханратија темељен зове се Џон Ши, а у књизи је његово име Шон Орили.
- Абагнелов рођендан је 27. априла 1948, али на почетку филма се може видети како Дикаприо на документу мења дан рођења на 13. марта 1948.
- Џенифер Гарнер је снимила њене сцене у једном дану.